# Izba Deputowanych (Brazylia)
Izba Deputowanych (port. Câmara dos Deputados) – izba niższa parlamentu federalnego Brazylii. Składa się z 513 członków wybieranych na czteroletnią kadencję. Wybory przeprowadzane są z zastosowaniem ordynacji proporcjonalnej, w 27 wielomandatowych okręgach wyborczych o granicach odpowiadających 26 brazylijskim stanom oraz okręgowi federalnemu. 
Czynne prawo wyborcze przysługuje obywatelom brazylijskim mającym ukończone 18 lat. Obywatel może uzyskać wpis do rejestru wyborców już po ukończeniu 16 lat, jednak nie dzieje się to automatycznie (jak w przypadku osiemnastolatków), lecz na wniosek zainteresowanego. Kandydaci muszą mieć co najmniej 21 lat, być obywatelami Brazylii od urodzenia (wykluczeni są obywatele naturalizowani) oraz zamieszkiwać na terenie okręgu wyborczego, w którym zamierzają startować. Ordynacja wyborcza nie przewiduje możliwości startu kandydatów niezależnych - każdy ubiegający się o mandat musi być członkiem legalnie działającej partii politycznej. 

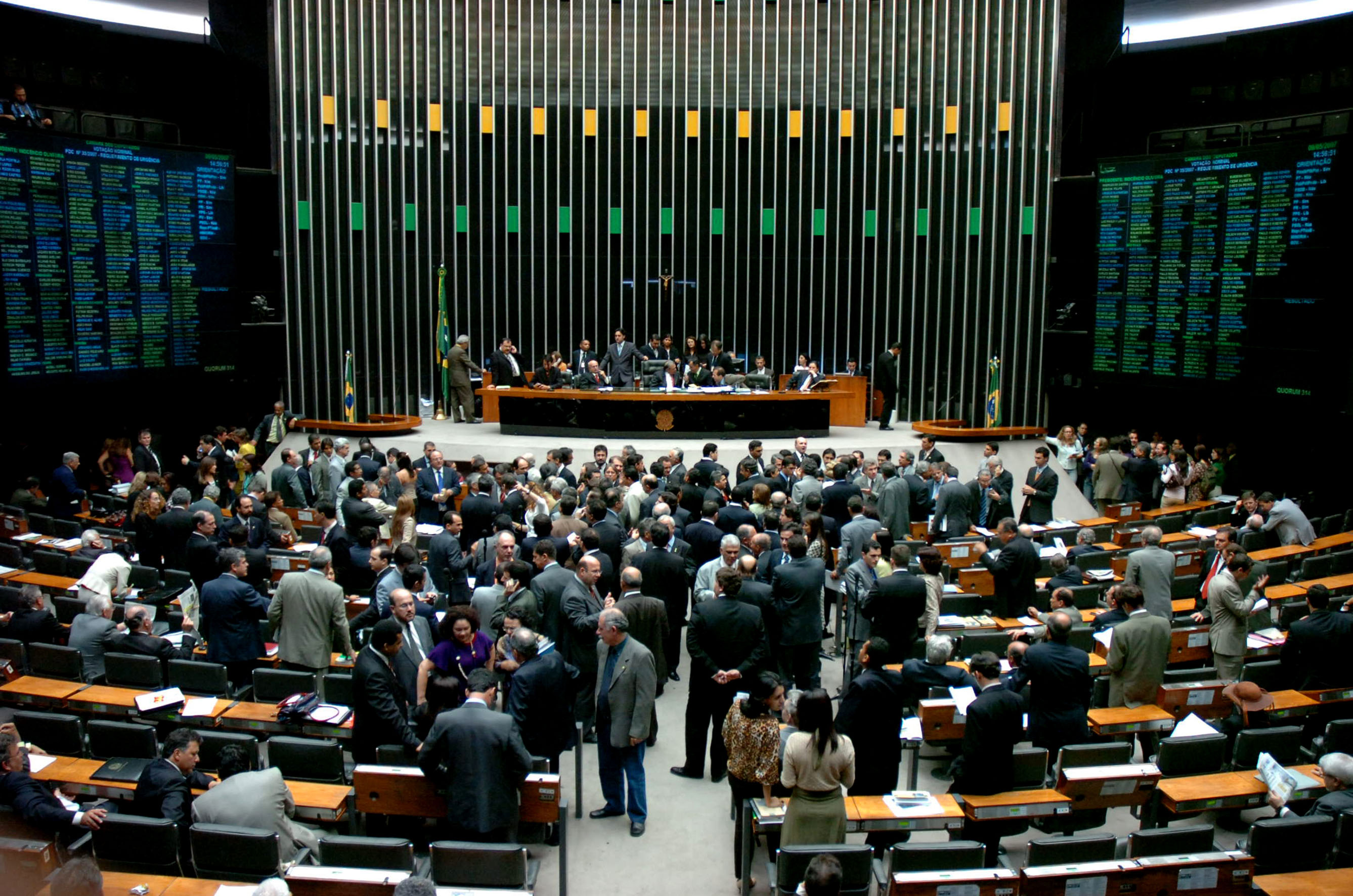
Sala posiedzeń Izby